# Municipio de Peace (Minnesota)
El municipio de Peace (en inglés: Peace Township) es un municipio ubicado en el condado de Kanabec en el estado estadounidense de Minnesota. En el año 2010 tenía una población de 939 habitantes y una densidad poblacional de 9,54 personas por km².

## Geografía
El municipio de Peace se encuentra ubicado en las coordenadas 46°1′37″N 93°14′33″O / 46.02694, -93.24250. Según la Oficina del Censo de los Estados Unidos, el municipio tiene una superficie total de 98.43 km², de la cual 93,29 km² corresponden a tierra firme y (5,22 %) 5,13 km² es agua.

## Demografía
Según el censo de 2010, había 939 personas residiendo en el municipio de Peace. La densidad de población era de 9,54 hab./km². De los 939 habitantes, el municipio de Peace estaba compuesto por el 97,55 % blancos, el 0,64 % eran afroamericanos, el 0,53 % eran amerindios y el 1,28 % eran de una mezcla de razas. Del total de la población el 0,21 % eran hispanos o latinos de cualquier raza.